# جولیوس بوروس
جولیوس بوروس (انگلیسی: Julius Boros; ۳ مارس ۱۹۲۰ – ۲۸ مهٔ ۱۹۹۴) گلف‌باز حرفه‌ای اهل ایالات متحده آمریکا بود.